# Леон I Томша
Леон I Томша (на румънски: Leon Tomșa; 1611 – 26 юни 1632) е княз на Влашко от 15 октомври 1629 до юли 1632 г.

## Живот
Леон Томша претендира, че е незаконороден син на молдовския войвода Стефан VII Томша, който умира в изгнание в Константинопол, но според негови съвременници той е син на обикновен гръцки търговец. Според някои автори той е чистокръвен грък, според други – само наполовина по линия на баща си.
През 1629 г. Томша си осигурява поста княз на Влашко чрез подкупи на високопоставени служители в Османската империя – една обичайна за епохата практика предвид факта, че Влахия е васално на османците княжество. След това отново следвайки вече наложената от неговите предшественици практика, той облага поданиците си с още по-високи данъци, за да може да си възстанови похарчените суми. Понеже не успява да събере цялата сума по този начин, Леон задължава болярите на Мала Влахия да заплатят остатъка от джоба си. Новият княз си навлича недоволството на болярите и с големите права, които предоставя на гръцките фанариоти често в ущърб на местните аристократи.
През 1630 г. възмущението на болярите стига дотам, че те искат подкрепа от трансилванския княз Дьорд I Ракоци. Научавайки за това, Леон Томша също започва оживена размяна на писма с Ракоци, за да се уталожи конфликта, но без успех. Така през юли 1631 г. Томша се принуждава да издаде два указа, с които нарежда да бъдат екстрадирани от Влашко емигрантите гърци, които не са натурализирани, отменя новите данъци и освобождава от всякакви налози болярите и свещениците.
Независимо от всичко през 1632 г. трансилванската войска нахлува във Влашко и се обединява със силите на опозицията, но през септември е разбита при Букурещ от верните на Томша войски. Водачите на бунта бягат в Трансилвания. Въпреки удържаната победа обаче Томша е свален от Високата порта през юли същата година и на негово място за около два месеца е поставен Раду XI Илияш, а веднага след това водачът на бунта срещу Томша – Матей I Басараб, който управлява чак до 1654 г.
След като е свален от трона, Томша заминава за Константинопол и по-нататъшната му съдба е неизвестна.